# Alberto Pérez (político)
Alberto Pérez (n. en Buenos Aires el 29 de noviembre de 1965) es un político y politólogo argentino. Fue Jefe de los Equipos Técnicos del Vicepresidente de la Nación de la Argentina y exministro de Jefatura de Gabinete de la Provincia de Buenos Aires. 

## Antecedentes
En 1991 fue Presidente del Centro de Estudiantes de la Facultad de Ciencias Sociales de la Universidad del Salvador. En 1993 fue Secretario General de la Juventud Peronista Nacional y al año siguiente Secretario Nacional de la Juventud Universitaria Peronista. 
En 1995 fue Candidato a Presidente de la Juventud Peronista y a Vicepresidente del Partido Justicialista de la Capital Federal. Representante del Partido Justicialista en el foro Iberoamericano de Juventudes Políticas. 
En 1996 es Veedor del Consejo Nacional Justicialista en el Congreso Nacional de la Juventud Universitaria Peronista. Desde el 02-01-2002 al 14-04-2004. Director general de Enlace y Relaciones Parlamentarias de la Subsecretaría de Relaciones Institucionales de la Jefatura de Gabinete de Ministros.
Desde el 2 de enero de 2000 al 14 de abril de 2004 fue director general de Enlace y Relaciones Parlamentarias de la Subsecretaría de Relaciones Institucionales de la Jefatura de Gabinete de Ministros. Desde el 15 de abril de 2004 al 10 de diciembre de 2005 se desempeñó como Subsecretario de Relaciones Institucionales de la Jefatura de Gabinete de Ministros. Fue Jefe de los Equipos Técnicos del Vicepresidente de la Nación, Daniel Scioli. [cita requerida]Licenciado en Ciencia Política de la Universidad del Salvador
En 2005 fue Consejero del Partido Justicialista de la Ciudad Autónoma de Buenos Aires. Secretario de Prensa y Comunicación del Partido Justicialista de la Ciudad Autónoma de Buenos Aires.
En 2003 fue Candidato a Diputado por la Ciudad Autónoma de Buenos Aires por el Partido Justicialista. Desde diciembre de 2005 hasta noviembre de 2007 fue Diputado de la Ciudad Autónoma de Buenos Aires.
En 2007 asumió como Jefe de Gabinete de Ministros de la Provincia de Buenos Aires, cargo que ejerció hasta el 10 de diciembre de 2015.
Solicitó que se investigue, a María Eugenia Vidal, Cristian Ritondo y al procurador bonaerense Julio Conte Grand y al exjefe de gabinete Federico Salvai.En 2020 luego de que un diario nacional revelara audios que serían del subcomisario Hernán Casassa -involucrado en los allanamientos a su vivienda, a la de la casa, la empresa y el club de Scioli, y a casi cien domicilios más de opositores al macrismo, denuncio ante la justicia que en PBA funcionaba una mesa judicial integrada por la exgobernadora María Eugenia Vidal, el exministro Cristian Ritondo, el procurador Julio Conte Grand y el exjefe de Gabinete bonaerense, Federico Salvai con el objeto de extorsionar y armar causas judiciales contra opositores.por hechos de espionaje, de armado ilegal de causas penales contra dirigentes opositores, jueces, personajes públicos y periodistas, por parte de funcionarios públicos del gobierno de María Eugenia Vidal.